# Instytut Badań nad Młodzieżą
Instytut Badań nad Młodzieżą – jednostka organizacyjna Ministerstwa Oświaty i Wychowania, istniejąca w latach 1972–1983, powstała celem prowadzenie prac naukowo-badawczych i naukowo-usługowych, których wyniki stanowiły pomoc w ustalaniu diagnozy i prognoz związanych z doskonaleniem systemu wszechstronnego rozwoju i wychowania młodzieży oraz z określaniem czynników warunkujących wzrost aktywności młodzieży w dokonywaniu przemian społeczno-gospodarczych i kulturalnych kraju.

## Powstanie Instytutu
Na podstawie uchwały Rady Ministrów z 1972 r. w sprawie utworzenia Instytutu Badań nad Młodzieżą ustanowiono Instytut. Powstanie Instytutu miało związek z ustawą z 1961 r. o instytutach naukowo-badawczych.
Nadzór nad Instytutem sprawował Minister Oświaty i Wychowania.

## Przedmiot działania Instytutu
Przedmiotem działania Instytutu prowadzenie prac naukowo-badawczych i naukowo-usługowych, w tym w szczególności do zakresu działania Instytutu należały:
- studia w zakresie wychowania w szkole, rodzinie i środowisku,
- studia w zakresie sytuacji demograficznej młodzieży,
- badanie sytuacji zdrowotnej, stanu i warunków rozwoju fizycznego i psychicznego młodzieży ze szczególnym uwzględnieniem wpływu czynników środowiskowych i regionalnych,
- badanie poziomu wykształcenia i opracowywanie wniosków dotyczących potrzeb w zakresie podnoszenia kwalifikacji zawodowych młodzieży,
- studia w zakresie systemu orientacji szkolnej i zawodowej młodzieży - opracowywanie zasad preorientacji i poradnictwa zawodowego,
- badanie warunków zatrudnienia, pracy i płac młodzieży oraz środowiska pracy jako środowiska wychowawczego,
- badanie postaw i poglądów politycznych, społecznych, moralno-etycznych młodzieży oraz roli w tym zakresie szkoły, kręgu pracy, organizacji młodzieżowych, społeczno-politycznych, prasy, radia, telewizji, filmu, środowiska rodzinnego oraz wszystkich form życia zbiorowego,
- opracowywanie kompleksowych projektów programów działalności wychowawczej,
- badanie uczestnictwa młodzieży w życiu społecznym i politycznym (udział w organizacjach społeczno-zawodowych, młodzieżowych, organach samorządu i rad narodowych),
- badanie stopnia i sposobu uczestnictwa młodzieży w kulturze,
- badania w zakresie wychowania fizycznego, sportu i turystyki,
- badanie zjawisk patologii społecznej wśród młodzieży i opracowywanie kompleksowych programów zapobiegania niedostosowaniu społecznemu młodzieży,
- studia nad czasem wolnym młodzieży i jego racjonalną organizacją.

## Wykonywanie zadań przez Instytut
Instytut wykonywał swoje zadania przez:
- inicjowanie, organizowanie i prowadzenie we własnym zakresie prac naukowo-badawczych przede wszystkim o charakterze interdyscyplinarnym z udziałem pedagogów, psychologów, socjologów, lekarzy, ekonomistów i przedstawicieli innych nauk,
- współpracę z jednostkami zaplecza naukowo-badawczego resortu oświaty i wychowania oraz innych resortów, które zajmują się kształceniem i wychowaniem młodzieży, z organizacjami młodzieżowymi i społeczno-zawodowymi, pokrewnymi instytutami naukowymi w kraju i za granicą oraz organizacjami międzynarodowymi,
- gromadzenie i opracowanie informacji i dokumentacji związanej z działalnością Instytutu,
- opracowywanie analiz i raportów zgodnie z zakresem tematycznym ustalonym przez Ministra Oświaty i Wychowania,
- publikowanie wyników prac badawczych oraz współpracę w tym zakresie z odpowiednimi instytucjami wydawniczymi,
- kształcenie i doskonalenie kadr naukowych oraz stałe podnoszenie kwalifikacji pracowników Instytutu,
- opracowywanie wskazówek metodycznych dla kadr realizujących poradnictwo wychowawcze i zawodowe.

## Przekształcenie Instytutu
Na podstawie zarządzenia Prezesa Rady Ministrów z 1983 r. istniejący Instytut Badań nad Młodzieżą został przekształcony w Instytut Badań Problemów Młodzieży.